# Selopajang Barat
Selopajang Barat is een bestuurslaag in het regentschap Batang van de provincie Midden-Java, Indonesië. Selopajang Barat telt 3381 inwoners (volkstelling 2010).